# روشيل بلامنفيلد
روشيل بلامنفيلد (بالإنجليزية: Rochelle Blumenfeld)‏ هي رسامة أمريكية، ولدت في 1936 في بيتسبرغ في الولايات المتحدة.